# Енергетске промене у хемијским реакцијама
Према енергетским променама у хемијским реакцијама, исте се могу поделити на два типа реакција:
- Ендотермне реакције
- Егзотермне реакције

Реакције које се одвијају под утрошком топлотне енергије назива се ендотермна реакција а ако се реакција одиграва уз отпуштање топлотне енергије она је егзотермна. Код егзотермних реакција промена енталпије, односно топлота реакције има негативан предзнак а ако је ендотермна позитиван. Ако је једна реакција повратна, у једном смеру је егзотермна а у другом ендотермна.